# Atemptat contra José Canalejas
L'atemptat contra José Canalejas va tenir lloc el 12 de novembre del 1912 a la Puerta del Sol, a Madrid.

## Els fets
El president del Consell de Ministres i líder del Partit Liberal José Canalejas va ser atacat mentre mirava els llibres exposats a l'aparador de la Llibreria San Martín, a la cantonada de la Puerta del Sol amb el carrer Carretas, en ple centre de Madrid. L'agressor, Manuel Pardiñas, que no figurava en el registre policial dels anarquistes fitxats, li disparà tres trets per l'esquena. Només el tercer va tocar Canalejas, qui va morir de manera pràcticament instantània després de perforar la bala el seu crani. Instants després va ser reduït per un policia a cops de porra i en sentir-se acorralat es va suïcidar disparant-se dos trets amb la mateixa pistola de l'atemptat. Canalejas va morir abans d'arribar a la seu del Ministeri de la Governació on va ser traslladat. Francisco Franco va publicar sota el pseudònim de Jakim Boor el llibre Masoneria on va acusar la maçoneria d'haver assassinat José Canalejas y Méndez, sent ell mateix maçó, per venjar-se de la seva rebel·lió.
No es pot saber amb certesa si l'atemptat va respondre a un pla premeditat o no; l'estada de Pardiñas a la zona podria haver obeït a la seva intenció d'atemptar contra Alfons XIII, car segons la recerca policial la presència de Canalejas a la Puerta del Sol no havia pogut estar prevista d'antuvi.